# Ove Joensen
Ove Joensen kendt som Ro-Ove (3. december 1948 – 26. november 1987) var en færøsk eventyrer fra Nólsoy.
Ove Joensen fødtes i Tórshavn, var sømand og prøvede flere gange at ro fra Færøerne til Danmark. Det lykkedes i 1986, da han nåede København den 11. august, og gik i land på Langelinie, hvor flere tusinder fejrede ham. Hans færøbåd Diana Victoria kan ses på Nólsoy.
Nólsoy har siden en årlig byfest, Ovastevna, der holdes i starten af August. Byfesten, der er en slags mini-Ólavsøka, er til ære for Ove. Han druknede i 1987 på Skálafjørður, hvor han sejlede i sin båd. Overskuddet fra arrangementerne bruges til at færdiggøre et projekt som Ove startede efter sin rotur til Danmark, nemlig at bygge en svømmehal til børnene i Nólsoy.